# 名古屋市中央卸売市場
名古屋市中央卸売市場（なごやしちゅうおうおろしうりしじょう）は、愛知県名古屋市が運営している中央卸売市場である。

## 概要
1949年（昭和24年）4月、名古屋市によって熱田区に開設された中央卸売市場で、1983年（昭和58年）3月に西春日井郡豊山町に北部市場、2007年（平成19年）2月には名古屋市港区に南部市場が設置されたことから、熱田区の市場は「本場」と称され、本場では主に生鮮食料品を、北部市場は青果・水産物、南部市場は食肉を扱う。
平成22年度の総取扱高は 2,838億3,978万7,694円。

## 歴史

### 成立前史
名古屋という都市における卸売市場の前史をたどると、熱田魚市場と枇杷島青物市場に至る。
熱田魚市場の起源ははっきりしないが、熱田はもともと七里の渡しの発着場であることからわかる通り、港町であり、その場所で魚の集散を行っていたものが自然と発展していったものと考えられる。寛永年間には問屋の株数が定まり、木之免と大瀬子の2箇所に、各4軒ずつの問屋が置かれるようになった。天保年間には、尾張・三河・伊勢のみならず、紀伊・駿河・遠江からも魚を集める業者が成立し、大いににぎわった。
枇杷島青物市場は、清須市西枇杷島町橋詰町や南問屋町周辺に存在した。こちらの起源もはっきりしていないが、1622年（元和8年）に問屋6軒が成立したという説があるという。問屋は尾張藩に保護され、のちに38軒を数えるまでになった。尾張・美濃・三河・伊勢・駿河だけでなく、京阪方面からの物品が運ばれ、万物問屋とも称された。
明治時代に至って、藩の庇護を失ってもなおその繁栄は衰えなかったが、大正年間に入ると、物価の高騰などにより中央卸売市場開設が各地で行われるようになった。名古屋市でも、1922年（大正11年）に西柳町の中央市場株式会社と船入町の名古屋水産市場株式会社の2社を買収し、中央卸売市場への改組を目指すという方針が打ち出された。しかし、この計画は実を結ばなかった。1933年（昭和8年）にも市内卸売を統合する計画が持ち上がるが、これも廃案の憂き目を見ている。
中央卸売市場の計画が具体化したのは、戦時統制が進む中で、生鮮食料品などについても統制下におかれることになったためであった。1942年（昭和17年）4月、名古屋市の生鮮食料品等配給調査臨時委員会が、愛知県食品市場規則に則った中部・北部・南部の3卸売市場の建設などに関する答申を示した。
中部市場は熱田区の湿地帯に建設されたが、1945年（昭和20年）に完成直後、名古屋大空襲により焼失してしまった。
また、北部市場に相当する市場は、西春日井郡西枇杷島町の庄内川河川敷を予定していたが、西区上更通の土地を買収することで整備することとなった。これは1955年（昭和30年）1月に、従来の枇杷島の名称を受けついて、枇杷島市場として開場した。

## 市場
|  | 名称     | 所在地                                      | 概要                                                                                                   | 入場卸売会社 |                                                                        |
|  | -------- | ------------------------------------------- | --- | --- | ---------------------------------------------------------------------- |
|  | 本場     | 愛知県名古屋市熱田区川並町2番22号           | | 名古屋青果（株）（青果） セントライ青果(株)本場支社（青果） 中部水産（株）（水産） 大東魚類（株）（水産） 名古屋海産市場（株）（水産） 名古屋中央漬物（株）（つけ物） | ウィキメディア・コモンズには、 本場 に関連するカテゴリがあります。     |
|  | 北部市場 | 愛知県西春日井郡豊山町大字豊場字八反107番地 | 1983年、枇杷島市場に代わって開場。敷地内に名古屋市営バスの停留所があり、黒川11号系統が乗り入れている。 | セントライ青果（株）（青果） 名北魚市場（株）（水産） | ウィキメディア・コモンズには、 北部市場 に関連するカテゴリがあります。 |
|  | 南部市場 | 愛知県名古屋市港区船見町1番地の39           | | 名古屋食肉市場（株） | ウィキメディア・コモンズには、 南部市場 に関連するカテゴリがあります。 |

### かつて存在した市場
|  | 名称       | 所在地                | 概要 |
|  | ---------- | --------------------- | --- |
|  | 枇杷島市場 | 西区上更通            | 西区上更通に所在した。江戸時代から続く伝統的な青果市場を整備し、1955年（昭和30年）に開設された。前身である青果市場は徳川家康の命により開かれた「下小田井の市」であり、江戸神田・大坂天満とも並ぶ日本三大市場と称せられたという。1983年（昭和58年）、北部市場の開場に伴い閉鎖された。跡地には、枇杷島スポーツセンターおよび住宅が整備されている。 |
|  | 高畑市場   | 中川区上高畑一丁目202 | 中川区上高畑一丁目202番地（1982年8月28日以前は高畑町）に所在した。市川幸生（1976）は、1955年（昭和30年）開設としている。ただし、前身の「名古屋市と場」としては1931年（昭和6年）に高畑に設置されている。この「名古屋市と場」は西区南押切にあったものが移転してきたもので、常設家畜市場を併置していた。1954年（昭和29年）には「名古屋市と畜場」と改称。1958年（昭和33年）、中央卸売市場法による全国2番目の枝肉市場としての高畑市場が開場した。2007年（平成19年）、南部市場移転完了につき業務終了。跡地は更地のまま未整備となっている。 |

### WEB
1. 1 2  “本場(暮らしの情報)”.   名古屋市 (2007年3月30日). 2011年9月29日閲覧。
2. ↑  “組合概要”.   名古屋水産卸協同組合 (2010年8月27日). 2011年9月29日閲覧。
3. 1 2  “北部市場(暮らしの情報)”.   名古屋市 (2011年6月27日). 2011年9月29日閲覧。
4. 1 2  “南部市場(暮らしの情報)”.   名古屋市 (2008年2月19日). 2011年9月29日閲覧。
5. ↑  名古屋市役所市民経済局市民生活部消費流通課市場係 (2011年6月1日). “平成22年度名古屋市中央卸売市場総取扱高”.   名古屋市. 2011年9月28日閲覧。
6. 1 2 3  西区役所区政部地域力推進室安心・安全で快適なまちづくりの企画担当 (2016年6月21日). “枇杷島学区（西区）の紹介”.   名古屋市. 2016年9月27日閲覧。
7. 1 2 3 4 5  市民経済局中央卸売市場南部市場管理課業務係 (2016年10月13日). “南部市場”.   名古屋市. 2016年10月24日閲覧。

### 書籍
1. 1 2 3 4 5  50年誌編集委員会 1999, p. 1.
2. ↑  50年誌編集委員会 1999, pp. 1–2.
3. 1 2  50年誌編集委員会 1999, p. 2.
4. ↑  50年誌編集委員会 1999, pp. 2–3.
5. ↑  50年誌編集委員会 1999, p. 3.
6. 1 2 3  50年誌編集委員会 1999, p. 4.
7. ↑  50年誌編集委員会 1999, p. 5.
8. ↑  50年誌編集委員会 1999, p. 6.
9. 1 2  50年誌編集委員会 1999, p. 7.
10. 1 2 3 4  市川幸生 1976, p. 601.